# Гавейн Джонс

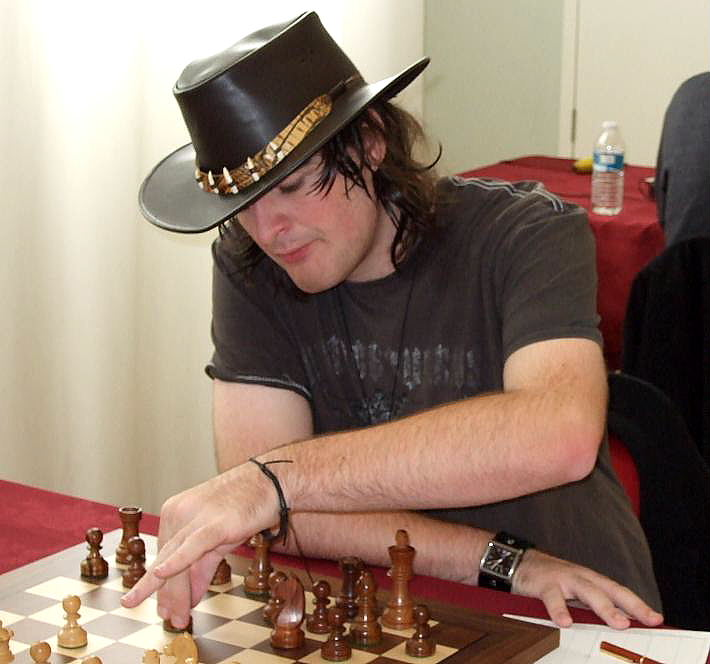
Гавейн Джонс, Ліверпуль 2008

Гавейн Крістофер Б. Джонс (англ. Gawain Christopher Bernard Jones; нар. 11 грудня 1987, Кітлі) — англійський шахіст, гросмейстер від 2007 року.

## Шахова кар'єра
Чотириразовий чемпіон Великої Британії серед юніорів у категорії до 8 років (1996), 10 (1996), 18 (2006) і 21 (2004). Від 1997 до 2007 року неодноразово представляв кольори національної збірної на чемпіонатах світу та Європи серед юніорів у різних вікових категоріях, найкращий результат показавши 2004 року в Іракліоні, де на чемпіонаті світу до 18 років посів VI місце. 2002 року виступив на Олімпіаді серед юніорів до 16 років, яка проходила в Куала-Лумпур.
Двічі завойовував медалі чемпіонату Великої Британії: золоту (2012) і бронзову (2011).
Норму гросмейстера виконав у таких роках: 2006 (під час чемпіонату Євросоюзу в Ліверпулі і Клубного кубка Європи в Фюгені) і 2007 (командний чемпіонат Великої Британії, 4NCL). Досягнув низки успіхів у міжнародних турнірах, зокрема:
- 2004 — посів 1-ше місце в Копенгагені (позаду Ерліна Мортенсена),
- 2005 — посів 1-ше місце в Копенгагені,
- 2006 — поділив 2-ге місце в Герефорді (після Деніела Гормаллі, разом з Джеймсом Гоббом),
- 2007 — посів 1-ше місце в Порто-Сан-Джорджо, поділив 1-ше місце в Сан-Кристобаль-де-ла-Лагуна (разом з Атанасом Колєвим, Бояном Кураїцою i Михайлом Мчедлішвілі), поділив 2-ге місце в Пулі (за Робертом Зелчичем, разом із, зокрема, Огненом Цвітаном, Ненадєм Ферчечем i К'єтілом Лі),
- 2008 — поділив 1-ше місце в Сіднеї (разом з Чжао Цзун'юанем, Сур'єю Гангулі i Чжан Чжуном), поділив 1-ше місце в Маастрихті (разом з Сергієм Клімовим, Фрісо Нейбуром i Робіном свінкелсом), поділив 1-ше місце в Пейнтоні (разом з Кітом Аркеллом),
- 2009 — посів 1-ше місце в Окленді, поділив 1-ше місце в Канберрі (разом з Діпом Сенгуптою i Діпаном Чаккравартхі, поділив 1-ше місце в Сіднеї (разом з Деррілом Йохансеном, Абгіджітом Кунтою i Джорджем Венді, посів 1-ше місце в Кейптауні (позаду Амона Сімутове), поділив 2-ге місце в Квінстауні (за Девідом Смердоном, разом із, зокрема, Едуардасом Розенталісом, Віктором Михалевським i Клаусом Бішоффом),
- 2010 — посів 1-ше місце в Веллінгтоні, посів 1-ше місце в Окленді, поділив 1-ше місце в Сіднеї (разом з Деяном Божковим i Чжао Цзунъюанем), поділив 1-ше місце в Лондоні (турнір London Chess Classic Open, разом з Саймоном Вільямсом), поділив 1-ше місце в Клаксвіку (разом з Генріком Даніельсеном),
- 2011 — поділив 1-ше місце в Екурхулені (разом з Найджелом Шортом)[3],
- 2013 — посів 1-ше місце в Гастінґсі (2012/13)[4].

Неодноразово представляв Англію на командних змаганнях, зокрема:
- тричі на шахових олімпіадах (2008, 2010, 2012)[5],
- тричі на командних чемпіонатах Європи (2007, 2011, 2013)[6],
- на шаховій олімпіаді серед юніорів до 16 років (2002)[2].

Найвищий рейтинг Ело дотепер мав станом на 1 вересня 2012 року, з результатом 2658 очок посідав тоді 94 місце в світовому списку ФІДЕ, одночасно займаючи 4 місце серед англійських шахістів.

## Вибрані публікації
Є автором кількох книг, присвячених шаховим дебютам.
- Jones, Gawain (2008). Starting Out: Sicilian Grand Prix Attack. Everyman Chess. ISBN 978-1857445473.
- Palliser, Richard; Emms, John; Ward, Chris; Jones, Gawain (2008). Dangerous Weapons: the Benoni and Benko - Dazzle Your Opponents!. Everyman Chess. ISBN 978-1857445718.
- Jones, Gawain (2011). How to Beat the Sicilian Defence - An Anti-Sicilian Repertoire for White. Everyman Chess. ISBN 978-1857446630.
- Jones, Gawain (2015). The Dragon. Volume One. Quality Chess. ISBN 978-1784830076.
- Jones, Gawain (2015). The Dragon. Volume Two. Quality Chess. ISBN 978-1784830090.

## Зміни рейтингу
| На цьому місці має відображатися графік чи діаграма, однак з технічних причин його відображення наразі вимкнено. Будь ласка, не видаляйте код, який викликає це повідомлення. Розробники вже працюють для того, щоби відновити штатне функціонування цього графіка або діаграми. | |
| | На цьому місці має відображатися графік чи діаграма, однак з технічних причин його відображення наразі вимкнено. Будь ласка, не видаляйте код, який викликає це повідомлення. Розробники вже працюють для того, щоби відновити штатне функціонування цього графіка або діаграми. |